# Heliga landet

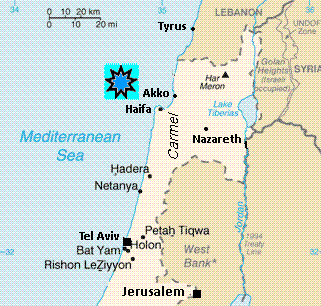
Det heliga landet för fyra världsreligioner: judendom, kristendom, islam och bahá'í.

Heliga landet är en framför allt kristen beteckning på det bibliska Israel som Jesus var verksam i under romersk tid. Judarna beskrev i stället området som det förlovade landet. Enligt den judiska traditionen fick Abraham Guds befallning att flytta till Kanaan som skulle bli Abraham och hans efterföljares utlovade land. Efter århundraden i Egypten ska israeliterna under ledning av Moses ha kommit till landet Kanaan en andra gång, ett landområde som de etappvis erövrade från andra folk.
Även andra världsreligioner har religiösa kopplingar till Heliga landet. För muslimerna handlar det i första hand om staden Jerusalem, som är den i Koranen omnämnda "bortest belägna böneplatsen" (al-Aqsa) som Muhammed ska ha besökt i en drömvision. Efter att Jerusalem på 600-talet blivit en muslimsk stad uppfördes en dom, Klippdomen, och en moské, Al-Aqsa.
För de bahá'í-troende hade det faktum att den fängslade iranske religionsgrundaren Bahá'u'lláh år 1868 tvångsförflyttades till 'Akká i Palestina, som då tillhörde Osmanska riket, medfört att en rad profetior i Gamla testamentet uppfylldes. Bahá'u'lláh är den som är "Underbar i råd", "Fredsfurste", "Härskarnas Herre" i Jesaja 9:2-7 och den som sätter igång den process som ska leda till världsfred: folken skall ej mer lyfta svärd mot varandra och icke mer lära sig att strida. (Jesaja 2:2—4). och en andlig världscivilisation: och Herren skall då vara konung över hela jorden; ja, på den tiden skall Herren vara en, och hans namn ett. (Zakarias 14:9). Så fort Bahá'u'lláh fick lov att röra sig utanför 'Akká reste han sitt tält på berget Karmel, några hundra meter från Elias grotta. Det internationella Bahá'í-samfundets centrum finns där Bahá'u'lláh lämnade detta liv, på berget Karmel invid Haifa, som ligger cirka 15 kilometer söder om 'Akká.